# Janina Hettich
Janina Hettich (ur. 16 czerwca 1996) – niemiecka biathlonistka, medalistka mistrzostw świata.

## Kariera
Po raz pierwszy na arenie międzynarodowej pojawiła się w 2015 roku, biorąc udział w mistrzostwach świata juniorów w Mińsku. Zajęła tam 8. miejsce w biegu indywidualnym, 12. w sprincie i 6. w biegu pościgowym. Jeszcze dwukrotnie startowała w zawodach tego cyklu, zajmując między innymi czwarte miejsce w sztafecie na mistrzostwach świata juniorów w Cheile Grădiștei w 2016 roku i szóste w biegu indywidualnym podczas mistrzostw świata juniorów w Osrblie rok później.
W zawodach Pucharu Świata zadebiutowała 21 marca 2019 roku w Oslo, zajmując 44. miejsce w sprincie. Pierwsze punkty zdobyła dzień później, kiedy zajęła 32. miejsce w biegu pościgowym. Nie stawała na podium zawodów indywidualnych, jednak 25 stycznia 2020 roku w Pokljuce wspólnie z Philippem Hornem, Johannesem Kühnem i Vanessą Hinz zajęła trzecie miejsce w sztafecie mieszanej.
Podczas mistrzostw Europy w Mińsku w 2019 roku razem z Nadine Horchler, Lucasem Fratzscherem i Philippem Hornem zdobyła srebrny medal w sztafecie mieszanej. Zajęła tam też między innymi piąte miejsce w biegu indywidualnym. Ponadto podczas mistrzostw świata w Pokljuce w 2021 roku zdobyła kolejny srebrny medal w sztafecie.

## Osiągnięcia

### Mistrzostwa świata
| Rok  | Miejscowość | Konkurencje | Konkurencje | Konkurencje | Konkurencje | Konkurencje | Konkurencje | Konkurencje |
| Rok  | Miejscowość | IN          | SP          | PU          | MS          | RL          | MR          | SR          |
| ---- | ----------- | ----------- | ----------- | ----------- | ----------- | ----------- | ----------- | ----------- |
| 2020 | Anterselva  | –           | 65.         | –           | –           | –           | –           | –           |
| 2021 | Pokljuka    | –           | 31.         | 34.         | –           | 2.          | –           | –           |
| 2023 | Oberhof     | 42.         | 23.         | 20.         | –           | –           | –           | –           |
| 2024 | Nové Město  | 2.          | 35.         | 25.         | 28.         | 3.          | –           | –           |

### Mistrzostwa świata juniorów
| Rok  | Miejscowość      | Konkurencje | Konkurencje | Konkurencje | Konkurencje | Konkurencje | Konkurencje | Konkurencje |
| Rok  | Miejscowość      | IN          | SP          | PU          | MS          | RL          | MR          | SR          |
| ---- | ---------------- | ----------- | ----------- | ----------- | ----------- | ----------- | ----------- | ----------- |
| 2015 | Mińsk            | 8.          | 12.         | 6.          | nd.         | –           | nd.         | nd.         |
| 2016 | Cheile Grădiștei | 17.         | 35.         | 16.         | nd.         | 4.          | nd.         | nd.         |
| 2017 | Osrblie          | 6.          | 19.         | 29.         | nd.         | –           | nd.         | nd.         |

### Mistrzostwa Europy
| Rok  | Miejscowość | Konkurencje | Konkurencje | Konkurencje | Konkurencje | Konkurencje | Konkurencje | Konkurencje |
| Rok  | Miejscowość | IN          | SP          | PU          | MS          | RL          | MR          | SR          |
| ---- | ----------- | ----------- | ----------- | ----------- | ----------- | ----------- | ----------- | ----------- |
| 2018 | Ridnaun     | 31.         | 18.         | 20.         | nd.         | nd.         | nd.         | 9.          |
| 2019 | Mińsk       | 5.          | 27.         | 11.         | nd.         | nd.         | 2.          | nd.         |

### Puchar Świata

#### Miejsca w klasyfikacji generalnej
| Sezon     | Miejsce |
| --------- | ------- |
| 2018/2019 | 92.     |
| 2019/2020 | 66.     |
| 2020/2021 | 22.     |
| 2021/2022 | 37.     |
| 2022/2023 | 30.     |
| 2023/2024 | 10.     |

#### Miejsca na podium
| Lp. | Dzień    | Rok  | Miejscowość | Konkurencja            | Lokata | Pudła   | Czas biegu | Strata | Zwycięzca              |
| --- | -------- | ---- | ----------- | ---------------------- | ------ | ------- | ---------- | ------ | ---------------------- |
| 1.  | 17 marca | 2024 | Canmore     | Bieg masowy na 12,5 km | 2.     | 0+0+0+1 | 33:06,9    | +11,9  | Lou Jeanmonnot-Laurent |